# Жабка Пепе
Жабка Пепе (Жабеня Пепе) — це інтернет-мем, вигаданий персонаж з коміксу «Boy's Club», який створив Мет Ф'юрі.

## Опис
Він став мемом після різкого росту популярності, це сталось 2008 року на Myspace, Gaia Online і 4chan. У 2015 це був один з найпопулярніших мемів на Tumblr. Починаючи з 2016 року його зображення все більше почало використовуватись як символ суперечливих, альтернативних правих політичних рухів.
Через широке використання Пепе альтернативними правими, Антидефамаційна ліга у 2016 році додала Жабку Пепе до своєї бази даних символів ненависті, при цьому пояснивши, що не всі меми з Пепе є расистськими. Відтоді автор Пепе, Мет Фюрі «публічно висловив свою стурбованість через те, що Пепе використовується» за його словами «як символ ненависті», і в цей час намагається повернути (за його словами) «позитивну» конотацію мема, для цього веде твітер-акаунт з хештегом #SavePepe.

## Історія
Персонаж було створено американським художником Метом Фюрі, а мемом персонаж став після появи коміксу Boy's Club #1. Автор опублікував комікс на Myspace 2005 року.
У коміксі Пепе мочився зі спущеними штанами із фразою «feels good man» ((англ.) «Кайф, чуваче»). У 2006 році було надруковано видання постів із Myspace.
Пепе згодом з'явився у грі Gaia Online. У 2008 році зображення з сторінки коміксу Пепе завантажили на підфорум /b/ у 4chan. Цей пост став популярним, користувачі 4chan переробляли обличчя Пепе і змінювали фрази під ним, найпопулярнішими були фрази пов'язані з такими емоціями: меланхолія, гнів і здивування. Також обличчя було розмальовано, оригінальний Пепе був чорно-білим, а тепер став зеленим з коричневими губами та інколи у синій сорочці. Мем «Feels Guy» він же «Wojak» як правило, використовувався для зображення меланхолії і тому часто зображувався з Пепе у користувацьких коміксах і малюнках.
Matt Furie, 2015 interview with The Daily Dot
2015 року Пепе став ще популярнішим, завдяки 4chan його зображення безліч разів перемальовувалось фанатами, зображення, та навіть малюнки намальовані від руки, були виставлені у продаж на eBay і опубліковані на Craigslist. Користувачі 4chan називали тих, хто використовував мем поза форумом як «normies» — особи, які не мають психічних розладів, або ті, хто є частиною культурного мейнстриму. Пепе опинився на № 6 у списку Daily News and Analysis — найважливіших мемів і найпопулярніших постів у Tumblr.
2016 року протягом президентських перегонів у США асоціювання Пепе з кампанією Дональда Трампа, білим націоналізмом і альтернативними правими висвітлювалось у багатьох новинних агенціях. У травні 2016 року журналістка Олівія Нуззі видання The Daily Beast написала, що «перетворення Пепе в знак білого націоналізму» було метою деяких альтернативних правих. У вересні 2016 на сайті кампанії Хіларі Клінтон з'явилась стаття, в якій Пепе описувався як «символ, асоційований з перевагою білих» і звинуватила кампанію Дональда Трампа за підтримку і просування мема.

## Кек
«Езотеричний Кекізм» це термін, що означає пародію на релігію, поклоніння жабці Пепе. Слово Кек набуло дуже великої популярності через подібність до сленгового терміну LOL, також у Стародавньому Єгипті існував бог темряви Кек, який зображався у формі жаби. Цей бог був пов'язаний з жабкою Пепе на інтернет форумах. Інтернет-мем походить з форуму 4chan і інших чанів, і особливо з підфоруму /pol/. Кек близько асоційований з Альтернативними правими і Дональдом Трампом. Протягом президентських виборів 2016 року у США Кек був пов'язаний з альтернативними правими політиками.
Вислів «езотеричний кекізм» є відсиланням до «езотеричного гітлеризму» письменниці Савітрі Деві.
Анонімні інтернет-форуми, такі як 4chan, першими помітили подібність між жабкою Пепе і Кеком. Фраза широко використовується , користувачі 4chan вважають Кека «Богом мемів».

### Кекістан
Коли ютубер Sargon of Akkad помітив, що «шітпостери» технічно могли класифікувати себе як етнічна група у переписі населення Великої Британії, він зробив запит про те, щоб етнічна група «Кекістанець» були додані до перепису. Мем став дуже популярним з хештегом #FreeKekistan, але, частково через список на сайті knowyourmeme.com, він не отримав статусу етнічності у британському переписі. Sargon of Akkad припустив, що якщо 10,000 людей напишуть свою етнічність «Кекістанець» у переписі населення 2021 року, ця етнічність стане офіційною етнічністю Британії, схожою до етнічності Джедаїв.

## Зображення
Пепе зображений як зелена антропоморфна жаба, яка має голову жаби та тіло подібне до людського . Використання мему з часом змінилось і має багато варіантів: сумну, самовдоволену, «Ти ніколи …», жабу, яка виражає певне почуття.

## Відомі використання
- Кеті Перрі один раз використала ілюстрацію Пепе у своєму Твіттер аккаунті, щоб зобразити свій джетлаг.[4]
- Нікі Мінаж поширила Пепе, який танцює тверкінг у своєму Інстаграм аккаунті.[4]
- Коли уряд Нової Зеландії приймав версії нового прапору на референдумі, дизайн з Пепе був прийнятий на розгляд.[40][41][42]
- Протягом своєї президентської кампанії Дональд Трамп поширив допис у своєму Твіттер аккаунті з ілюстрацією Пепе як самого себе[43]
- Роджер Стоун та Дональд Трамп-молодший поширили пародію на постер фільму The Expendables у Твіттері та Інстаграмі з підписом «The Deplorables», який мав обличчя Пепе серед представників кампанії Трампа.[44] Це сталося після того, як Гіларі Клінтон сказала, що «половину прихильників Трампа можна викинути в корзину для відходів» (англ.) «half of Trump's supporters go into the basket of deplorables».[45]